# Family Entertainment and Copyright Act
Il Family Entertainment and Copyright Act (noto anche con l'acronimo FECA) è un atto legislativo federale varato nel 2005 riguardante il diritto d'autore negli Stati Uniti.
La legge è stata presentata al Senato (109º Congresso degli Stati Uniti) il 25 gennaio 2005 da Orrin Hatch, senatore repubblicano dello Utah, ed è stato firmato dal Presidente George W. Bush il successivo 27 aprile.
Il testo legifera riguardo alle sanzioni, anche con pene carcerarie, per chi viene colto a diffondere materiale protetto da copyright prima che questo sia uscito ufficialmente sul mercato (ad esempio le registrazioni bootleg di film). Le pene vanno da multe fino a duecentocinquantamila dollari a reclusione fino a tre anni per i bootlegger, e fino a dieci per chi li distribuisce. La pirateria digitale viene così equiparata a reati come stupro e rapina a mano armata, cosa che ha destato preoccupazione riguardo alla proporzionalità della pena.
La legge inoltre permette l'introduzione di sistemi di monitoraggio gestibili dalle stesse famiglie o genitori, per filtrare contenuti giudicabili "immorali".
In passato, Orrin Hatch, Lamar Smith e Patrick Leahy, promotori della legge, si erano distinti nella lotta alla pirateria digitale, e avevano sostenuto anche il Pirate ACT (2004).